# PGC 11842
PGC 11842, auch ESO 300-16, ist eine irreguläre Zwerggalaxie im Sternbild Eridanus am Südsternhimmel. Die Galaxie ist etwas mehr als 26 Millionen Lichtjahre entfernt.